# Nährstoffkreislauf
|  | Dieser Artikel wurde aufgrund von formalen oder inhaltlichen Mängeln in der Qualitätssicherung Biologie zur Verbesserung eingetragen. Dies geschieht, um die Qualität der Biologie-Artikel auf ein akzeptables Niveau zu bringen. Bitte hilf mit, diesen Artikel zu verbessern! Artikel, die nicht signifikant verbessert werden, können gegebenenfalls gelöscht werden. Lies dazu auch die näheren Informationen in den Mindestanforderungen an Biologie-Artikel. |

Der Nährstoffkreislauf ist in der Ökologie eine periodische Bewegung und der Austausch von organischer und anorganischer Materie. In einem recht komplexen mehrstufigen Prozess bauen verschiedene Organismen nacheinander zum Beispiel abgestorbene Blätter oder Äste ab und verwandeln sie in anorganische Verbindungen, die für die Wiederaufnahme/Verwendung durch Pflanzen geeignet sind.

## Der Prozess
Im Laufe der Zeit sammeln sich Blätter, Zweige, Früchte, Tierkadaver und andere organische Verbindungen am Boden. Die entstehende Schicht schützt den Boden vor Sonneneinstrahlung und Erosion. Bodenlebewesen, Bakterien und Pilze bauen das organische Material zu einfacheren Verbindungen ab und durch das allmähliche Verrotten entsteht der gute und nährstoffreiche Waldboden. Alle diese mikrobiellen Prozesse können auch durch die Beweidung durch größere Tiere reguliert werden, die sich von diesen Mikroben ernähren. Wichtige Stoffkreisläufe, die zum Nährstoffkreislauf beitragen, sind vor allem der Kohlenstoffkreislauf, Stickstoffkreislauf und Phosphorkreislauf. Wichtig für die Pflanzen ist vor allen Dingen der Stickstoff, da er zum einen als Ammonium-Stickstoff ({\displaystyle {\ce {NH4-N}}}), sofort von den Pflanzen aufgenommen werden kann und zusätzlich als organisch gebundener Stickstoff, auch erst von den Bodenlebewesen verarbeitet werden muss, bevor er von den Pflanzen aufgenommen werden kann. Mit zusätzlichen Düngemitteln können Stickstoff und Phosphate in den Boden eingebracht werden, um das Pflanzenwachstum anzuregen, doch sie werden nicht immer vollständig von den Pflanzen aufgenommen. Die Überschüsse können in Flüsse und Seen gelangen und das Leben in diesen Gewässern beeinträchtigen.

### Kurzgeschlossener Kreislauf und gebrochener Kreislauf
Ein kurzgeschlossener Nährstoffkreislauf beschreibt den Vorgang, dass Nährstoffe zu einem Großteil in der lebenden Biomasse und nicht im Boden gespeichert sind. Tote Biomasse wird sofort zersetzt und zu 80 Prozent wieder aufgenommen. Die restlichen 20 Prozent gehen dem Ökosystem verloren. Jenes führt dazu, dass die Böden extrem nährstoffarm sind, es gibt keine Humusschicht. Pflanzen haben spezielle Wurzeln entwickelt, um mit diesen Extremsituationen zurechtzukommen, wie zum Beispiel im tropischen Regenwald.
Bei einem gebrochen Nährstoffkreislauf wird die abgestorbene Biomasse deutlich langsamer abgebaut, als in einem kurzgeschlossenen Kreislauf wie zum Beispiel im Regenwald. Aus diesem Grund kann sich eine Humusschicht bilden, Nährstoffe speichern sich also im Boden ab.

### Ortsbezogene Beispiele
Nährstoffkreisläufe finden nicht nur am Waldboden statt. Auf verschiedenen Beobachtungsebenen lassen sie sich unter anderem auch im Wasser, im Regenwald und der Landwirtschaft finden.

#### Nährstoffkreislauf im Regenwald
Die Böden des Regenwalds sind eigentlich sehr nährstoffarm und hauptsächlich eisen- und aluminiumhaltige Erde, die wurzelfeindlich ist. Dieser Klimaboden behält an seiner Oberfläche seine eingeschränkt fruchtbare, ausbalancierte Struktur nur so lange, wie er dauerfeucht ist – zum Beispiel im ständig beschatteten Urwaldboden. Trocknet er nach Abholzung des Waldes oder Brandrodung durch, dann bleiben nur harte, kräftig rotbraune Latsole (von lateinisch later ‚Ziegelstein‘ und solum ‚Erdboden‘) oder auch Oxisole (oxydierte, also verbrauchte Böden) oder Rotlehme genannte Böden übrig. Die Wurzeln der Bäume im Regenwald wachsen und liegen sehr flach. Der Wald wächst tatsächlich nur auf und kaum aus dem Boden. Für die trotzdem artenreiche Fülle an Pflanzen- und Tierarten ist das eigene Ökosystem zuständig, dass sich im Regenwald bildet. Durch das feuchte und warme Klima wachsen die Pflanzen der tropischen Regenwälder im ganzen Jahr. Dadurch fallen auch ständig Blätter, Äste und andere Pflanzenteile hinab. Die Biomasse verwittert aufgrund des tropischen Klimas sehr schnell. Durch die hohe Feuchtigkeit und Wärme findet nämlich bis etwa zehn Zentimetern Bodentiefe eine außerordentlich schnelle Remineralisation des Laubes und anderer organischer Abfälle wie Kot und Tierleichen statt. Durch die flache wachsenden Wurzeln kommen sie mit dem Pilz Mykorrhiza in Kontakt, die viel besser Wasser und Mineralstoffe aus dem Boden lösen als Pflanzen. Sie liefern den Pflanzen die wichtigen Nährsalze und Wasser – und erhalten im Gegenzug Stoffe, die bei der Photosynthese der Pflanzen entstanden sind. Allerdings weist dieser Nährstoffkreislauf im Regenwald keine Effizienz von 100 Prozent auf. So müssen die verloren gehenden, etwa 20 Prozent, Nährstoffe ausgeglichen werden.

#### Nährstoffkreislauf im Wasser
Wichtig für den Nährstoffkreislauf im Wasser sind die hier lebenden Pflanzen wie Makrophyten und Algen. Sie dienen als Produzent von wichtigen organischen Substanzen. Durch ihre Photosynthese wird Sauerstoff freigesetzt. Die für das Wachstum der Wasserpflanzen wichtigsten Nährstoffe sind auch hier Kohlenstoff, Stickstoff und Phosphor. Je mehr Nährstoffe in einem Gewässer vorhanden sind, desto größer ist das Pflanzenwachstum. Umgekehrt verwandeln Kleintiere über Stoffwechselvorgänge das organische Material, das sie fressen, wieder zurück in anorganische Stoffe. Gleichzeitig entstehen Nährstoffe auch durch den Abbau abgestorbener Pflanzen- und Tierreste. Die wieder freigewordenen Nährstoffe kehren in den Kreislauf zurück. Für diese Prozesse muss allerdings genügend Sauerstoff vorhanden sein, ansonsten stoppt der Prozess. Liegen zu viel Nährstoffe im Gewässer vor, zum Beispiel durch abgetragenes Düngemittel, steigt das Pflanzenwachstum extrem an. Der Prozess der Eutrophierung. Liegt die Biomasse größtenteils als kleine Algen vor, kommt es zu einer Trübung des Wassers und eine Verringerung der lebenswichtigen Sonneneinstrahlung.

#### Nährstoffkreislauf in der Landwirtschaft
Bei der sogenannten Mutterkuhhaltung beträgt die Verwertung des Futterstickstoffs 6 bis 9 Prozent. Bei der Milchviehhaltung liegt sie bei 15 bis 30 Prozent. Das bedeutet, dass es bei der Mutterkuhhaltung zu deutlich höheren Stickstoffemissionen kommen kann, welche zu Umweltbelastungen beisteuern. Ist die Stickstoff-({\displaystyle {\ce {N}}}) – Zufuhr höher als der Verbrauch kann es zu Nitrat-Auswaschungen in Grund-/Oberflächenwasser, sowie zu gasförmigen Verluste in Form von Ammoniak ({\displaystyle {\ce {NH3}}}) oder Distickstoffmonoxid ({\displaystyle {\ce {N2O}}}). Dies ist deshalb von Bedeutung, da Nitrat als gesundheitsgefährdend gilt, sowie die Eutrophierung des Bodens zu Umweltproblemen führen kann. Aus diesem Grund führte die Europäische Union im Jahre 1991 die Richtlinie 91/676/EWG (Nitratrichtlinie) ein. Diese sollte verhindern, dass zu viele Stickstoffverbindungen, die im landwirtschaftlichen Prozess entstehen, in den Boden und das Grundwasser gelangen (vgl. Richtlinie 91/676/EWG des Rates vom 12. Dezember 1991). Nach der EU-Verordnung liegt der Nitrat-Grenzwert bei 50 mg pro Liter, diese werden aber zum Teil nicht eingehalten.
Stickstoff ist in der Landwirtschaft, auch in der ökologischen, von sehr großer Bedeutung und ist in vielen Verbindungen im Nährstoffkreislauf vorhanden. Dieser und andere Nährstoffe können allerdings in zu hohem Maße zu Umweltbelastungen führen. Dadurch, dass der Boden nur eine gewisse Menge an Stickstoff aufnehmen kann, muss bei der Viehhaltung bzw. der Bewirtschaftung von Land auf die Stickstoff-Zufuhr geachtet werden. Lellmann, Kühbauch und Schellberg erklären den Nährstoffkreislauf anhand des, durch die Landwirtschaft erzeugten Stickstoffs, auf verschiedenen Bodennutzungsarten. Für den Nährstoffkreislauf sind die ökologischen Gegebenheiten wichtig. Auf sog. Schnittgrünland (Wiesen, die regelmäßig gemäht werden, um Futter für Tiere zu gewinnen) ist nur ein kleiner Teil der Stickstoff-Düngung vor Auswaschung bedroht. Nach Ausbringung von Mist, welcher als Dünger fungiert, verliert der Boden nur etwa 1 bis 10 Prozent des Gesamtstickstoffs. Im Kontrast dazu stehen Weiden. Weiden sind Nutzflächen, auf denen Nutztiere grasen. Aus diesem Grund wird der Nährstofffluss von den Exkrementen dieser Weidetiere beeinflusst. Dabei ist zwischen Stickstoff-Verbindungen aus Kot und Urin zu unterscheiden. Kot-Stickstoff besteht zu etwa 78 Prozent aus nicht wasserlöslichen Stickstoff-Verbindungen, Urin hingegen besteht aus bis zu 90 Prozent aus Harnstoff ({\displaystyle {\ce {CH4N2O}}}). Für die Eutrophierung der Böden spielt Urin deshalb eine übergeordnete Rolle. Die Auswaschungsverluste – also die Menge an Stickstoff, die das Grundwasser aufnimmt – werden deshalb von der Anzahl dieser Exkrementstellen bestimmt, sowie der Beweidungsdauer. Nicht nur die Art der Exkremente hat einen Einfluss auf die Stickstoff-Emissionen, auch die Witterung hat einen Einfluss. In den gemäßigten Breiten kann es bei Urin zu Emissionen in Höhe von 7 bis 15 Prozent, bei Kot 1 bis 5 Prozent kommen. In kühleren Jahreszeiten sind die Emissionen geringer als in heißen Monaten.

##### Wichtige Stickstoffverbindungen
- Ammoniak ({\displaystyle {\ce {NH3}}}) und Ammonium ({\displaystyle {\ce {NH4+}}})
- Distickstoffmonoxid ({\displaystyle {\ce {N2O}}})
- molekularer Stickstoff ({\displaystyle {\ce {N2}}})
- Nitrat ({\displaystyle {\ce {NO3-}}})

Pflanzen nehmen Stickstoff vor allem in mineralischer Form auf, also als Ammonium oder vor allem als Nitrat und damit in wasserlöslicher Form. Stickstoff-Mineraldünger enthalten entweder Nitrate, Ammoniak oder Ammonium, oder Harnstoff. Da Harnstoff innerhalb von Tagen zu Ammonium vergoren wird können Pflanzen den Stickstoff des Mineraldüngers leicht aufnehmen. Pflanzen wiederum dienen als Nahrung für Tiere. Diese enthalten den meisten Stickstoff in ihren Proteinen, die von Tieren verdaut und verstoffwechselt werden. Ein Teil des aufgenommenen Stickstoffs wird von Tieren als Harnstoff oder Harnsäure wieder ausgeschieden. Diese werden im Boden zu Ammonium umgesetzt; dabei kann sich Ammoniak in die Luft verflüchtigen. Ein anderer Teil des Stickstoffs findet sich in tierischen Produkten wie Fleisch oder Milch wieder. Bei der Nitrifikation (bakterielle Oxidation von Ammonium zu Nitrat) werden Distickstoffmonoxid und molekularer Stickstoff als Nebenprodukte freigesetzt. Sie werden teils ausgeschwemmt, teils in die Luft abgegeben. Durch Stickstofffixierung des molekularen Stickstoffs der Luft, beispielsweise mit Hilfe von Leguminosen, gelangt Stickstoff aus der Luft wieder zurück in den Boden.

##### Gefahren
Nitrat gelangt durch Ausschwemmung ins Grund- und damit auch ins Trinkwasser. Ammoniak führt wegen der oben erwähnten Nitrifikation zur Versauerung des Bodens und schadet somit nachhaltig dem ganzen Ökosystem. Distickstoffmonoxid ist mitverantwortlich für den Treibhauseffekt und trägt zum Abbau der Ozonschicht bei. Analysen und Auswertungen der Umweltbilanzen von Betrieben können diesen dabei helfen Stickstoffemissionen zu reduzieren und damit umweltfreundlicher zu werden. Phosphor, Kalium und Magnesium sind weniger problematisch für die Umwelt, allerdings sollte, wo möglich, auch bei diesen Stoffen auf die Menge, in der sie vorkommen, geachtet werden.

## Nährstoffkreislauf und Tiere
Für die Erhaltung der biologischen Vielfalt und der Nahrungskette sind vor allem die Insekten essentiell, da diese zur Struktur, Fruchtbarkeit und räumlichen Dynamik des Bodens beitragen. Vor allem in Agrarökosystemen sind Insekten für die Erhaltung des Nährstoffkreislaufs verantwortlich durch ihre verschiedenen Funktionen, wie Bestäubung, Nährstoff- und Energiekreislauf, Schädlingsbekämpfung, Samenverteilung und Zersetzung von organischer Substanz, Kot und Aas. Mithilfe von Insekten durch ihre Nützlichkeit im Bezug zum Nährstoffkreislauf versucht man im landwirtschaftlichen Bereich anhand von Habitatmanagementpraktiken den natürlichen Kreislauf zu rekonstruieren. Trotz dem wenigen Wissen über die funktionellen Rollen, die Insekten in vielen Ökosystemen spielen, wird vermutet, dass sie wichtiger sind als eingeschätzt. Zudem sind viele Tiere auf ein großes Nahrungsangebot von Insekten angewiesen. Sollte der Nährstoffkreislauf gestört werden, hätte dies Auswirkungen auf die Pflanzen- und Insektenwelt. Im weiteren Verlauf werden aber auch andere Tiere negativ beeinflusst. Der Verlust von Lebensräumen, Umweltverschmutzung, schädliche landwirtschaftliche Methoden, Klimawandel, Ausbeutung landwirtschaftlicher Flächen und das Aussterben abhängiger Arten tragen auf unterschiedliche Weise zum Rückgang der Insektenpopulation und zum Aussterben von Insekten bei.

## Der Bezug zur Politik
Der Nährstoffkreislauf hat nicht nur ökologische und/oder ökonomische Folgen, sondern auch politische. In der am 12. Dezember 1991 verabschiedeten Richtlinie 91/676/EWG hat sich die Europäische Union darauf geeinigt, dass Grundwasser vor zu hoher Nitratbelastung zu schützen. Die Europäische Union argumentiert, dass überhöhte Nitratwerte „eine Nitratkonzentration von über 50 mg/l […] erhebliche Auswirkungen auf die Gesundheit der Bevölkerung, insbesondere auf schwangere Frauen und Kleinkinder, habe[n].“ (Pressemitteilung der Europäischen Kommission). Dieses Thema bekam in der öffentlichen Debatte eine Aktualität, als die Europäische Kommission die Bundesrepublik Deutschland aufgrund Nichteinhaltung der oben genannten Richtlinie vor dem Gerichtshof der Europäischen Union verklagte.